# Поршань, Александр Васильевич
Александр Васильевич Поршань (род. 16 августа 1959, Варшавка, Челябинская область) — российский политик, член Курганского регионального политсовета партии «Единая Россия» (2014—2016), бывший руководитель Администрации города Кургана (2014—2016), ныне — генеральный директор АНО «Ледовый дворец спорта имени Н. В. Парышева» в Кургане.

## Биография
Александр Васильевич Поршань родился 16 августа 1959 года в семье механизатора в посёлке Варшавка Варшавского сельсовета Полтавского района Челябинской области, ныне посёлок — административный центр Варшавского сельского поселения Карталинского района Челябинской области.
В 1974 году окончил школу-восьмилетку.
В 1974—1976 гг. учился в ГПТУ в городе Челябинске. Увлекался самбо и лёгкой атлетикой.
После окончания ГПТУ работал на Челябинском заводе «Строммашина» токарем 5-го разряда, получил звание «Ударник коммунистического труда».
Два года служил в рядах Советской Армии.
С 1979 года по 1980 год работал на Челябинском заводе «Строммашина».
С мая 1981 года 8 лет работал токарем на Курганском заводе мостовых металлических конструкций (ныне ЗАО «Курганстальмост»), затем 11 лет проработал в профкоме завода, после чего стал заместителем генерального директора ЗАО «Курганстальмост» по общим вопросам.
Получил высшее образование в Уральской академии государственной службы, специальность по диплому: государственное и муниципальное управление. Он занимает также должности: Председатель жилищно-строительного кооператива «Левашово» и член Совета директоров ОАО «Курганводоканал».
11 октября 2009 года избран депутатом Курганской городской Думы пятого созыва по округу № 18 (2009—2014 гг.). За него проголосовало 61,3 % избирателей.
С 2011 года член партии «Единая Россия».
14 сентября 2014 года избран депутатом Курганской городской Думы шестого созыва по округу № 18 (2014—2019 гг.). За него проголосовало 1507 избирателей (45,03 %).
1 октября 2014 года, на внеочередном заседании Курганской городской Думы избрали руководителя Администрации города Кургана. На этот пост претендовали три человека: директор ООО «Курган-Парк Л», депутат Курганской городской Думы Владимир Афонасьевич Лузин, заместитель генерального директора ЗАО «Курганстальмост» по общим вопросам, депутат Курганской городской Думы Александр Васильевич Поршань и начальник отдела продаж ООО «АФТ-Системс» Алексей Викторович Асташин. Присутствовало 23 из 25 депутатов. А. В. Поршань получил 22 голоса. Другие кандидаты получили ноль голосов. Один бюллетень счётной комиссией был признан недействительным. Решением Курганской городской Думы Главе города Кургана Сергею Владимировичу Руденко поручено заключить контракт с Александром Поршанем на должность Руководителя Администрации Кургана на срок полномочий городской Думы шестого созыва. В связи с тем, что в соответствии с Уставом города депутат Курганской городской Думы не может одновременно исполнять полномочия должностного лица Администрации города, депутаты приняли решение о досрочном прекращении депутатских полномочий Александра Поршаня.
3 октября 2014 года глава Кургана Сергей Руденко подписал контракт сроком на пять лет с Александром Поршанем и он приступил к исполнению обязанностей руководителя Администрации города Кургана.
24 ноября 2014 года на конференции Курганского регионального отделения партии «Единая Россия» единогласно избран в состав регионального политсовета партии «Единая Россия».
19 мая 2016 года на депутатской комиссии Курганской городской Думы был подвергнут резкой критике со стороны депутатов Сергея Муратова и Александра Мазеина.
1 июля 2016 года написал заявление об увольнении. 11 июля 2016 года датирован приказ о его увольнении. 13 июля 2016 года и. о. руководителя Администрации города Кургана назначен Андрей Валентинович Жижин.
С 22 августа 2016 года директор Ледового дворца спорта им. Н. В. Парышева, с 13 сентября 2016 года — генеральный директор АНО «Ледовый дворец спорта имени Н.В. Парышева».
24 декабря 2016 года на конференции Курганского регионального отделения партии «Единая Россия» не был избран в состав Регионального политического совета Курганского регионального отделения Всероссийской политической партии «Единая Россия».

## Награды и звания
- Почётное звание Ударник коммунистического труда
- Почётный дорожник России I степени[11]
- Медаль ФНПР «100 лет профсоюзам России» (18 ноября 2005[12])

## Семья
Женат, двое взрослых детей.
Отец — Василий Ермолаевич Поршань, механизатор. Умер 30 марта 2016 года.